# Augusto dos Reis
Augusto dos Reis MPCG ( Chaves, ? — Lisboa, 4 de outubro de 1932), mais conhecido como o Clarim de Naulila, foi um militar português.

## Biografia
Nasceu na cidade de Chaves, em Portugal.
Ingressou pela carreira militar, tendo sido destacado para o primeiro esquadrão de dragões de Moçâmedes, como clarim e impedido do tenente-coronel Francisco Aragão. Participou na Batalha de Naulila a 18 de dezembro de 1914, onde se destacou pelo seu papel como clarim. No entanto, foi atingido no braço esquerdo por uma bala, tendo sido obrigado a fugir. Esteve perdido durante cerca de onze dias na floresta, durante os quais foi atacado por um grupo de africanos rebeldes. Depois de cerca de uma semana de caminho, atingiu a Missão de Chipalongo, onde recebeu tratamento ligeiro. Chegou a Gambos três dias depois, onde o braço lhe foi amputado pelo médico Vasconcelos e Sá.
Regressou a Portugal a bordo do navio Moçambique, tendo chegado a Lisboa cego de um olho e com grandes problemas cerebrais, provavelmente devido aos efeitos do clorofórmio durante a operação. Passou à reforma com o posto de segundo-sargento, e empregou-se como chefe dos contínuos na Câmara Municipal de Lisboa, cujos rendimentos permitiram a educação da sua filha.
Continuou a padecer de problemas de saúde, incluindo uma chaga no braço esquerdo que nunca chegou a curar-se e cegueira permanente no olho direito, tendo ficado acamado desde março de 1932 até à sua morte. Em Lisboa, também foi atingido pela tuberculose.
Morreu em 4 de outubro de 1932, aos quarenta e três anos de idade. O seu funeral, em 6 de outubro, foi pago pela Liga dos Combatentes da Grande Guerra, tendo sido enterrado no talhão dos combatentes, no Cemitério do Alto de São João.

## Prémios e homenagens
Foi homenageado com a Medalha da Cruz de Guerra.